# Angelshaug
Angelshaug – wieś w zachodniej Norwegii, w okręgu Sogn og Fjordane, w gminie Vågsøy. Miejscowość leży na północnym brzegu fiordu Nordfjord. Angelshaug znajduje się 1 km na zachód od miejscowości Verpeidet oraz około 13 km na południowy wschód od centrum administracyjnego gminy Måløy. 
Miejscowość jest wymieniona w źródłach historycznych pochodzących z XVI wieku.